# Brasília de Minas
Brasília de Minas – miasto i gmina w Brazylii, w stanie Minas Gerais. Znajduje się w mikroregionie Montes Claros.